# W85

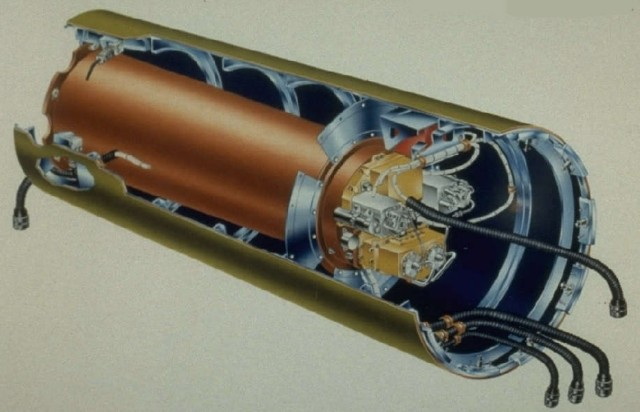
W85 핵탄두

W85는 미국이 MGM-31B 퍼싱 II 준중거리 탄도 미사일용으로 개발한 수소폭탄이다. 핵출력은 다이얼로 조절할 수 있으며, 5~80kt이다.
퍼싱 Ia는 400kt W50 핵탄두를 탑재했다.
퍼싱 II는 레이다 종말유도로 매우 정확도가 높은 MaRV를 사용하기 때문에 핵출력이 낮다.
퍼싱 미사일이 퇴역하고 120발의 W85 핵탄두는 B61-10 핵폭탄으로 개조되었다.
W85는 직경 33cm, 길이 110 cm, 무게 400 kg, 핵출력 5~80 kt이다.
다이얼을 조작해서 0.3, 5, 10, 80 kt의 네가지 폭발력으로 조정할 수 있다.

## 같이 보기
- MGM-31B 퍼싱 II
- 제1격